# 대전 전투
대전 전투(大田戰鬪)는 1950년 7월 16일 야간에 미 제24보병사단 제34연대가 갑천 일대에 배치되면서부터 7월 20일까지(본격적인 전투는 19일에 시작되어 대전 시가전은 20일) 대전 일대에서 미 제24보병사단이 조선인민군 제3, 4사단 및 105 전차사단에 대응해 펼친 지연전이다.
미군은 20일까지 대전을 지키는데에는 성공을 했지만, 탱크를 앞세운 인민군과 전투다운 전투를 하지 못하였고 배후를 봉쇄한 인민군에 의하여 계획대로 퇴각하지 못하고 뿔뿔이 흩어져 철수했다.
북한군 전차를 격파할 목적으로 채피 경전차와 미국에서 공수된 신형 3.5인치 로켓포를 처음 이용하여 전투를 치를 수 었고, 미군은 3.5인치 로켓포로 인민군의 탱크를 처음으로 저지할 수 있었다. 그러나 미국 육군 제24사단 사단장 윌리엄 F. 딘 소장이 포로가 되는 불상사가 발생하였다.

## 배경

### 금강 방어선의 붕괴

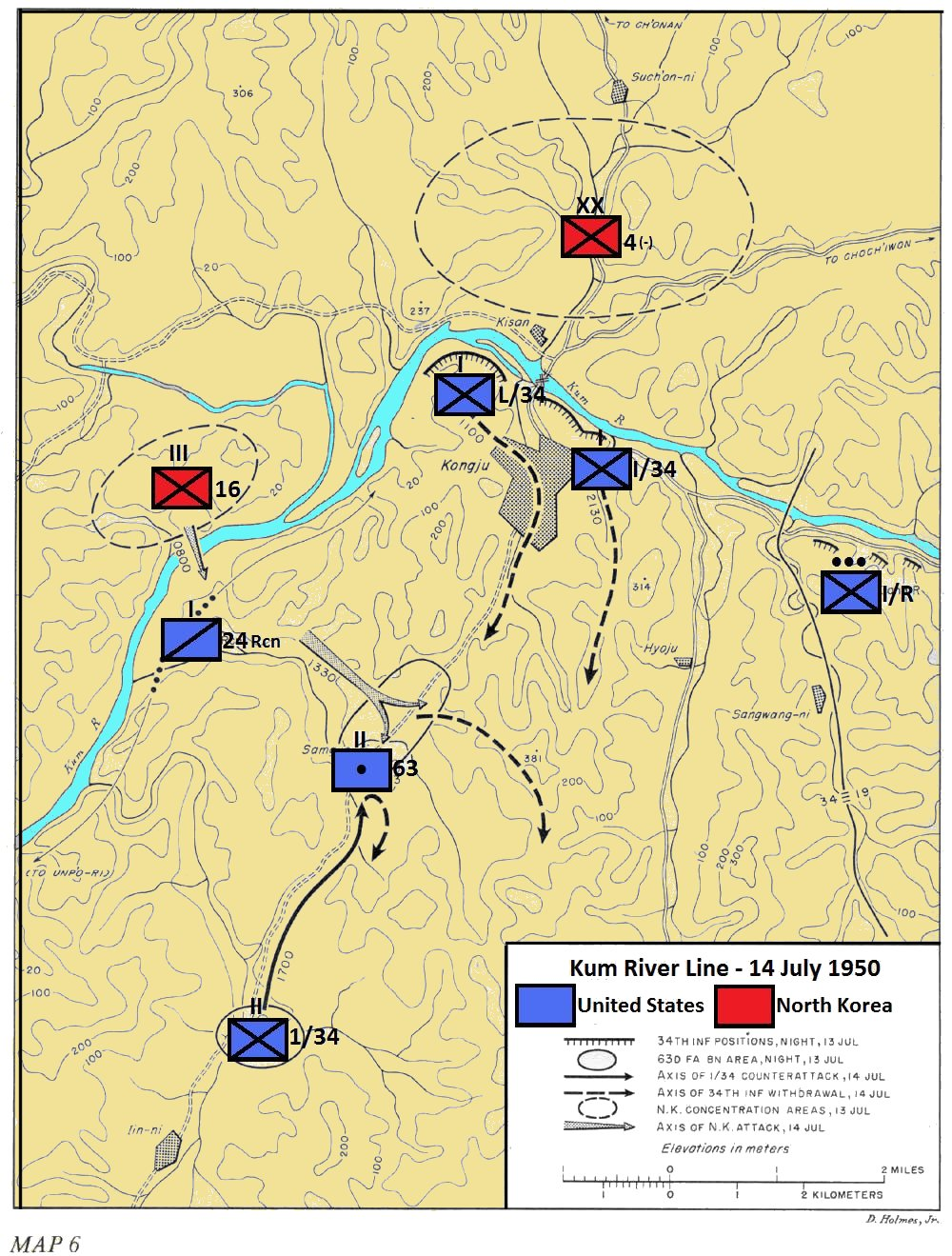
공주시 인근 금강에서 미국 34연대의 방어 지도.

한국 전쟁이 시작된 후 7월 3일에야 북한군은 한강을 넘어 도하하기 시작하였다. 윌리엄 F. 딘 소장은 이날 대전 비행장에 내려 중부전선의 방어를 시작하였다. 7월 5일 오산에서 첫 전투를 치른 미8군 제24보병사단은 평택 전투, 천안 전투, 전의-조치원 전투에서 북한군의 남진을 지연하면서 7월 16일 밤부터 7월 17일까지 금강 방어선에서 완전히 철수하여 대전으로 집결하였다.

## 전투 전 상황

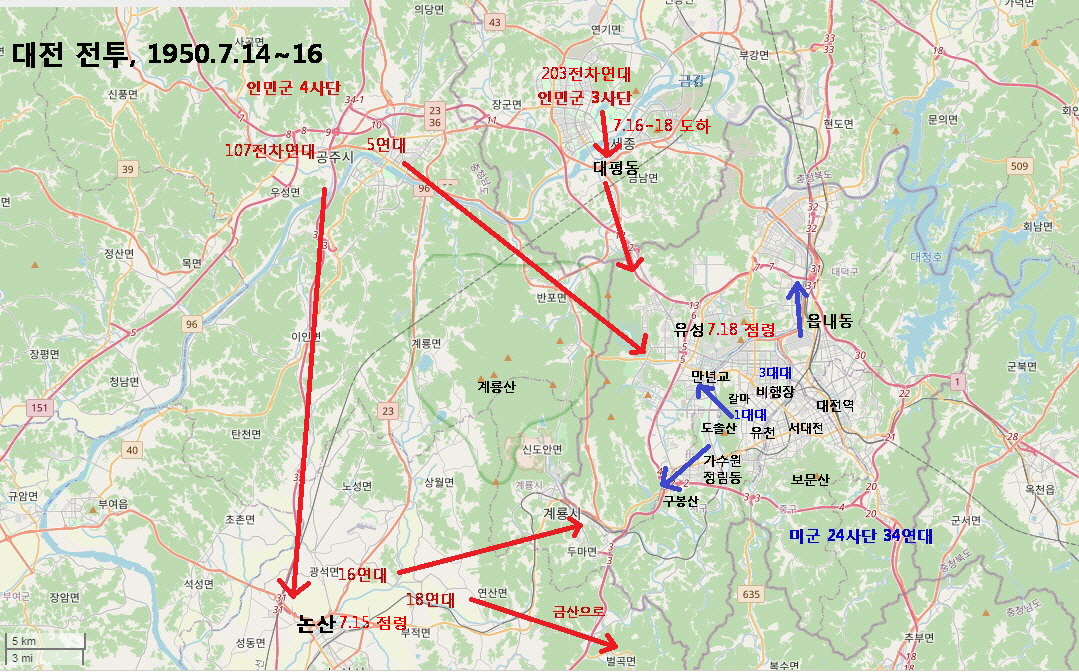
7월 13~18일의 전황

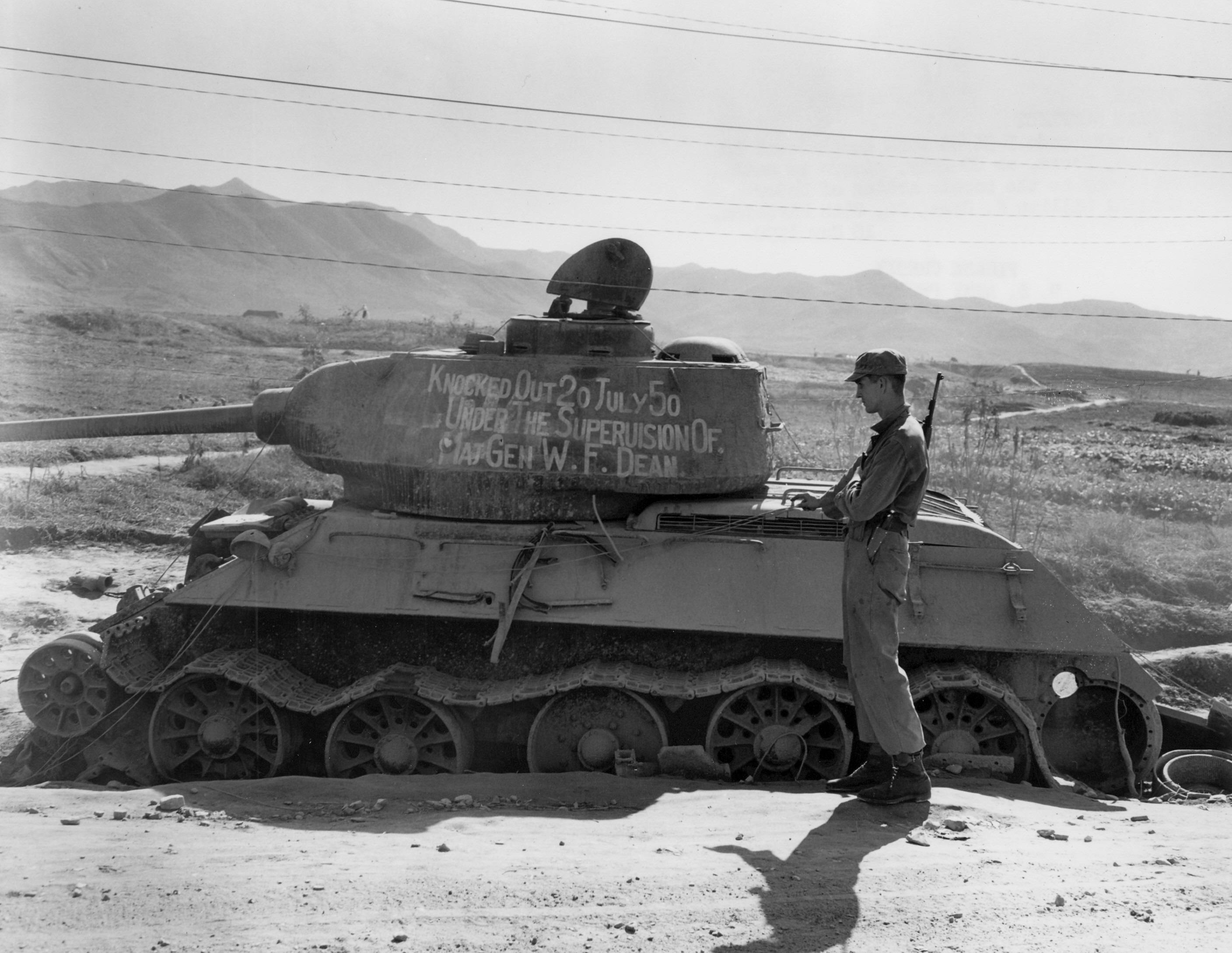
딘 소장의 지휘로 대전에서 파괴된 T-34 전차, 1977년까지 그 자리에 있었다

1950년 7월 13일부터 미 제24보병사단의 19연대와 34연대가 금강에 방어선을 펼친 후 인민군 제4사단은 107전차연대와 함께 공주에서 금강을 도강하여 방어선을 뚫고 일부는 7월 15일 논산을 점령하였고, 5연대는 공주에서 유성방면으로 진출하여 18일 유성을 점령하였다. 16연대는 논산을 거쳐 가수원으로, 5연대는 금강을 넘어온 3사단과 함께 유성으로, 18연대는 논산에서 금산으로 우회하여 대전의 배후를 공격하여 왔다.
3사단은 203전차연대와 함께 16일 금강을 건너 대평리를 점령하였다. 불어난 금강의 물 때문에 7월 18일까지 탱크 도하가 계속되었다. 미군은 딘 소장의 24사단 34연대로 하여금 갑천 방어선을 구축하고 인민군의 남하를 저지하였다. 그러나 34연대는 대평리에서 많은 병력을 상실하여 1개 대대 반 정도의 전력만 가지고 있었다. 1대대는 갑천이 내려다보이는 138고지와 193고지에 배치되어 만년교 쪽을 경계하였고, 3대대는 남선봉의 고지에서 배후를 지켰다. 청주로 이어지는 길은 읍내동 육교에서, 논산으로 이어지는 길은 정림동에서 각각 한 개 소대가 방어를 하였다. 딘 소장은 19일 밤 대전에서 철수할 생각을 하고 있었으나, 18일 대전비행장을 방문한 워커 사령관이 20일까지 대전을 지켜줄 것을 희망하여, 19일 오전 영동에 있던 19연대 2대대와 금산에 있던 사단 수색중대를 대전으로 이동하도록 했다.

## 7월 19일 전투

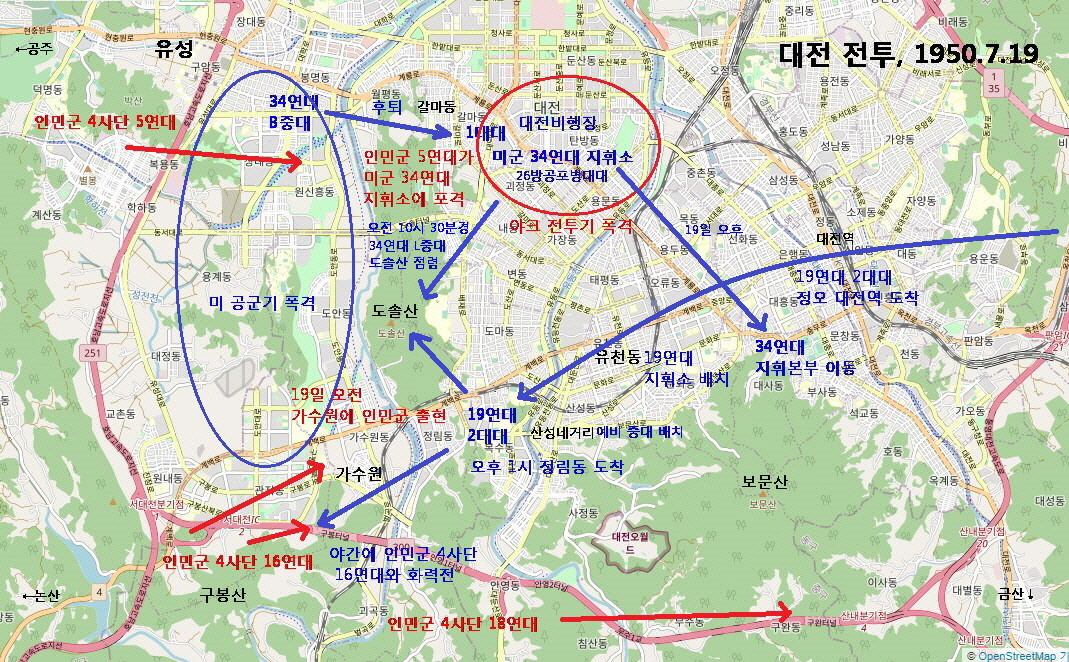
7월 19일의 전황

인민군의 본격적인 대전 공격은 19일 새벽부터 시작되었다. 북한의 야크 전투기 6대가 7시 20분 영동의 21연대 상공을 지나 옥천 북서쪽 3.2 km 지점에 있는 철교에 폭탄을 투하해 파괴했다. 그 중 4대가 34연대의 지휘소가 있는 대전비행장에 폭격을 가했는데, 미군 26방공포병대대에서 대공사격을 실시하여 유성 부근에서 야크 전투기 2대를 격추시켰다. 미 공군 전투기가 투입되자 |야크 전투기들은 퇴각하였고, 미 공군기는 유성과 가수원 부근에 폭격을 가하였다. 19일 오전에는 대대적인 포격전이 전개되었다. 인민군 4사단 5연대는 미군 34연대 1대대의 주진지와 대전비행장 연대지휘소에 포격을 퍼부었다. 또한, 공격을 받은 유성의 34연대 B중대는 후퇴하여 월평동 산 동쪽 갈마동에 있던 대대본부로 이동하였다. 포격이 계속되자 34연대는 19일 오후에 대전비행장에 있던 포병진지와 지휘소를 도청과 충무체육관 인근으로 옮겼다. 19일 오전 가수원 쪽에서도 인민군이 출현하였다. 금산에서 이동해온 미군 수색중대가 23번 국도를 순찰하던 중, 10시 30분경 진잠 인근에서 인민군으로부터 사격을 받자, 34연대 L중대가 도솔산을 점령하였다. 정오부터 가수원 다리를 통해 갑천을 넘으려는 인민군과 전투가 벌어졌다.
딘 소장이 M-24 탱크 2대를 직접 지휘하며 독려했으나 밀리는 상황이 되었다. 정오에 대전역에 도착한 19연대 2대대는 1시경 정림동에서 가수원 다리가 내려다보이는 남북 고지를 점령하고 도솔산 진지를 회복하였다. 19연대는 지휘소를 유천동에 두고, 예비 중대를 산성네거리 인근에 배치하였다. 19연대 2대대는 밤새 가수원 구봉산 기슭에 포를 설치한 인민군 4사단 16연대와 화력전을 반복하였다. 인민군 4사단 18연대는 보문산 남쪽의 소로를 따라 금산과 옥천으로 가는 길을 차단하려고 이동을 시작했다. 자정 무렵 미군 사단수색 중대는 상소동 부근 17번 국도에서 인민군의 사격을 받아 사상자가 발생하였다.

## 7월 20일 전투

### 새벽

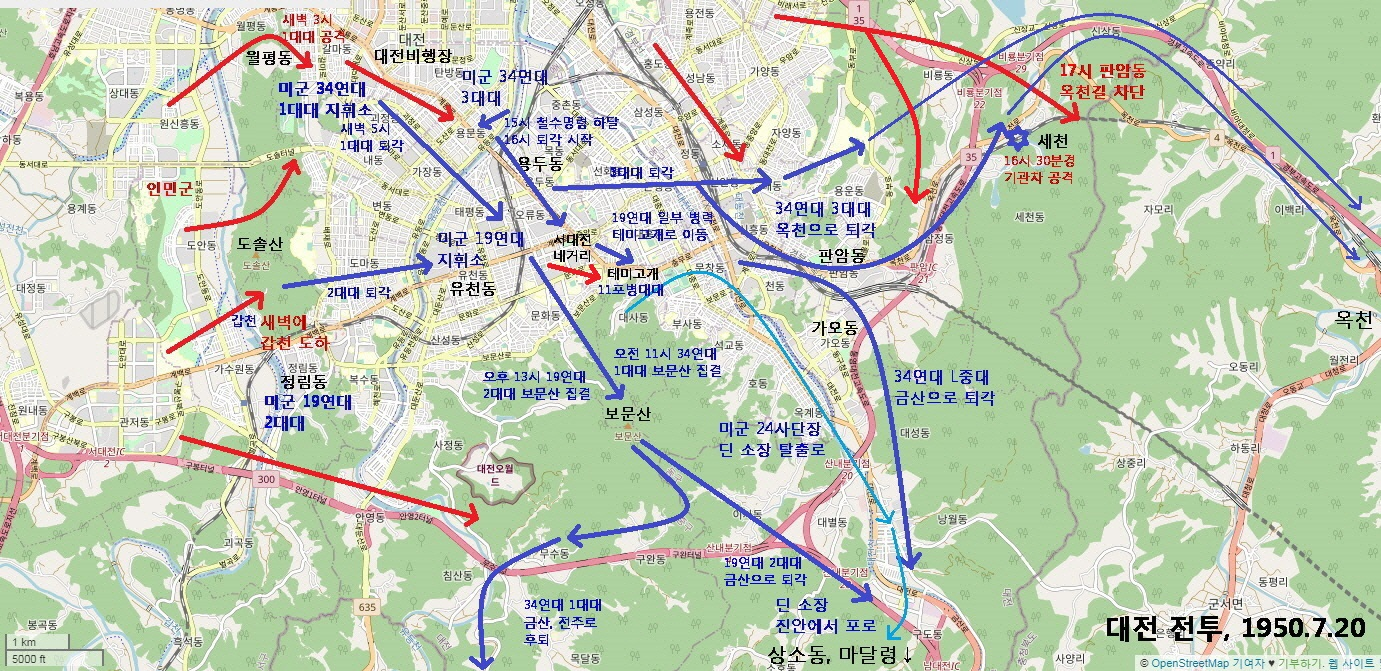
7월 20~21일의 전황

7월 20일 새벽 2시경 옥천길에서 미군의 지프차가 인민군 매복병과 조우했으나 통행에는 별다른 지장을 받지 않았다. 새벽 3시경 수색중대 3소대는 상소동 부근으로 출동하여 진지를 점령하고 밤을 새우게 되었다. 그러나 옥천길과 금산길을 차단하고자 했던 북한군의 이러한 징후는 딘 소장에게 보고되지 않았다. 새벽 3시 유성의 인민군은 탱크소리를 요란하게 울리며 전면 공격을 개시하였다. 인민군은 월평동 북쪽의 갑천변 근처를 우회하여 138고지에 있던 대대관측소를 공격하는 한편, 도솔산으로 숨어 들어 138고지를 포위하고 공격하였다. 34연대 1대대는 진지를 버리고 후퇴하기 시작하였고, 새벽 4시경에는 도솔산 북동쪽 인근에 있던 1대대 지휘소가 공격을 받았다. 3.5인치 로켓포가 배치되어 있었으나 후방이 공격을 받자 진지를 이탈해 대대지휘소로 철수했다. 인민군의 탱크가 32번 국도를 따라 시내로 진입하기 시작했다. 이를 본 1대대장은 새벽 5시경 32번 국도가 아니라 내동을 거쳐 23번 국도를 이용하여 시내로 들어가도록 지휘하였다. 새벽 4시경 34연대장 뷰챔프 대령은 월평동 진지가 붕괴되었다는 보고를 받았으나 통신이 두절되어 통신선을 복구하라고 지시했다. 통신선을 복구하려다가 되돌아온 통신대는 대전비행장 부근의 도로에 적 병력이 거리낌 없이 이동하고 있다고 보고하였다.
상황을 파악하기 위해 직접 지프차를 타고 나선 34연대장 뷰챔프 대령은 서대전네거리를 지나 유성방향으로 가다가 시내로 돌진 중인 인민군 전차와 정면으로 마주쳤다. 탱크의 기관총 공격을 피해 지프차에서 뛰어내린 그는 서대전네거리에 있던 3.5인치 로켓포조에게 탱크를 격파하도록 명령했다. 먼저 공격을 가한 로켓포탄이 명중해 적 탱크는 화염에 휩싸였다. 이어 새벽 6시경에도 수침교를 건너오던 적 전차 2대가 격파되었다. 그러나 필사적인 저항에도 불구하고 6시 30분경 인민군 전차 3대가 대전시내에 진입했다. 탱크에는 보병이 탑승하고 있었는데 그들은 저격병으로 변하여 하루 종일 시내를 교란하였다. 시내에 들어온 적 탱크는 닥치는 대로 총포탄을 퍼붓기 시작했다. 시청 자리에 있던 본부중대가 적 탱크로부터 공격을 받아 많은 사상자가 발생했다. 즉시 3.5인치 로켓포 공격이 개시되었다. 첫 번째 전차는 멈칫하다가 그대로 역 광장으로 진행해 장비와 보급품에 사격을 가하다가 무한궤도가 끊어져 정지하였다. 두 번째 전차는 그 자리에서 불타버리고, 세 번째 전차는 포탑을 덜렁거리며 도주했다. 정림동의 미군 19연대 2대대는 밤새 화력전을 벌였다. 새벽이 되자 인민군은 갑천을 건너 왔다. 미군은 23번 국도 북쪽 천변의 주진지에서 도솔산 정상으로 물러났으나, 6시경에는 이마저 지켜낼 수 없게 되었다.

### 오전
유천동 인근의 19연대 2대대 지휘소에 있던 대대장은 서대전네거리에 인민군 탱크가 출현했다는 보고를 받자, 예비중대의 한 소대에게 서대전네거리로 가서 그곳에 있는 수색중대와 후방을 방어하라고 명령했다. 대대장은 이때 월평동에서 유천동 인근으로 후퇴한 34연대 1대대로부터 전투상황을 듣고 후방이 차단되었다고 판단했다. 곧 도솔산에서 퇴각한 2대대 병력이 대대지휘소로 들어왔다. 대대장은 서대전네거리로 보낸 소대로부터 보고가 없이 11시경이 되자, 시내의 연대본부로 연락병을 보냈다. 그러나 곧 연락병과도 통신이 두절되었다. 대대장은 정림동 23번 국도 남쪽에 있던 잔여 병력에게 보문산 중턱으로 후퇴할 것을 지시하였다. 정오가 되자 대대장은 지휘소를 보문산 중턱으로 이동한 후 연대본부에 인편으로 상황을 보고하는 한편, 산성네거리의 예비중대에게도 인편으로 철수할 것을 명령했다. 13시 19연대는 23번 국도에서 모두 철수하였고, 이들은 모두 보문산 정상으로 집결했다. 20일 아침 남선봉에 있던 예비대대인 34연대 3대대는 연대본부로부터 월평동 고지와 정림동 고지 사이에 있는 약 1 km 가량의 공백을 메우라고 지시를 받아, 한개 보병중대와 화기중대를 보냈는데 용문동 인근 23번 국도 상에서 인민군 탱크 6대와 1개 보병대대 마주치게 되었다. 그래서 그들은 갑천변의 병력 증원을 포기하고 남선봉의 진지로 철수하였다. 05시경 월평동 진지를 버리고 후퇴한 34연대 1대대는 11시 경 보문산 정상에 집결하였다. 34연대 1대대는 보문산 정상에서 금산길을 따라 북상 중인 대규모 부대를 목격하고 150여명의 병력으로 하여금 대별동에서 차단하도록 하였다. 그런데 인원수를 알 수 없는 유격대와 만나 격전을 벌이게 되어 구완동쪽으로 진로를 바꾸었으나 거기서도 계속적으로 총격을 받아 무수동으로 내려오게 되었다.

### 오후

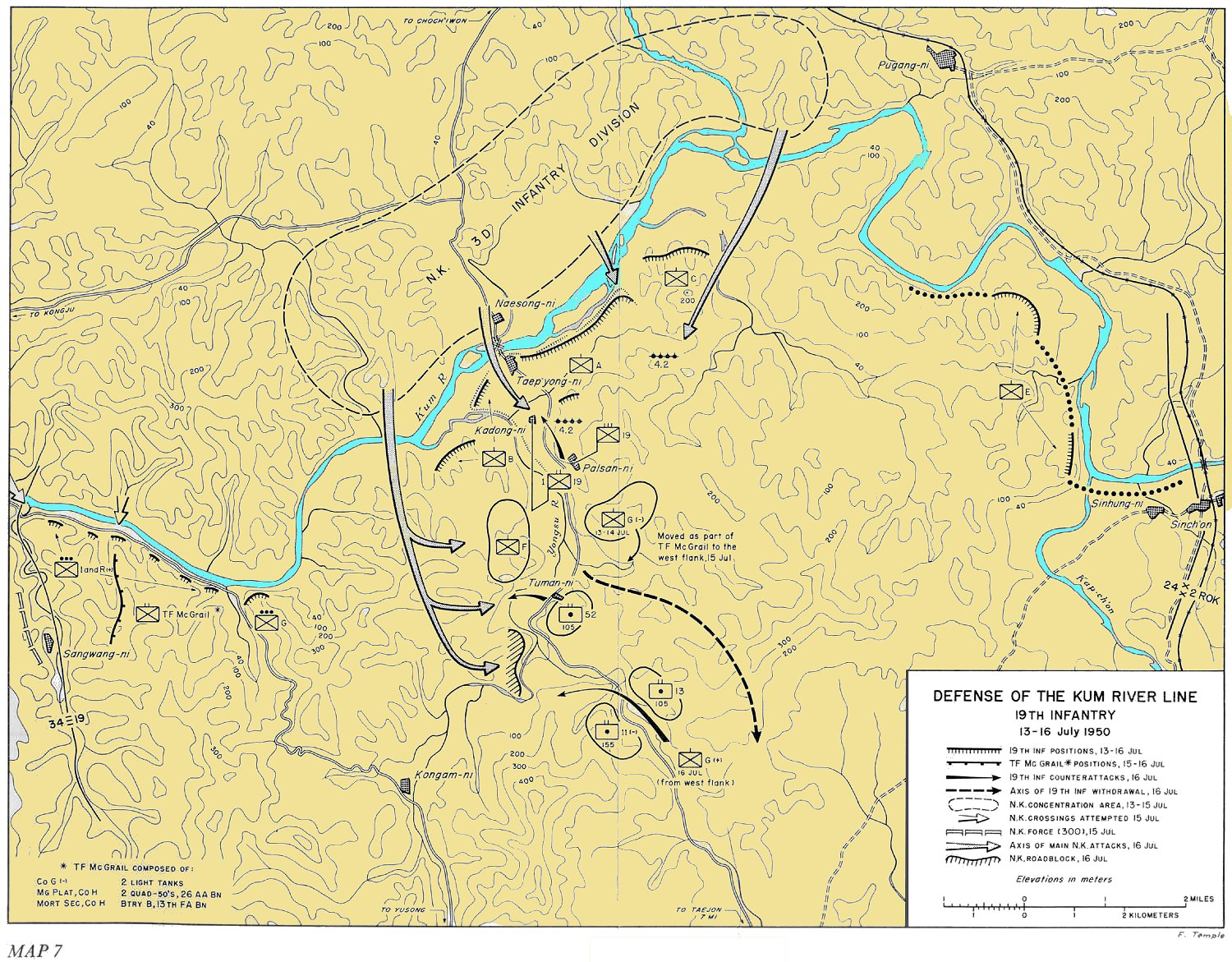
금강에서 미국 19연대의 방어 지도.

7월 20일 12시경, 34연대장 뷰챔프 대령 포병관측기로부터 금산에서 큰 부대가 이동해 오고 있다는 보고를 받았으나 이를 아군의 이동으로 오해를 하였다. 13시경 충남도청 앞을 지나는 적 전차를 발견한 딘 소장은 몸소 1시간 가량을 지프차를 타고 전차 특공조를 직접 지휘하면서 추격전을 펼쳐 시내 막다른 골목에 다다른 전차를 파괴하였다. 14시경 연대지휘소로 돌아온 딘 소장은 34연대장 뷰챔프 대령과 식사를 하며 시내에서 전차를 잡은 이야기를 하였고, 상황을 검토하였다. 그들은 34연대 1대대와 19연대 2대대가 본래의 위치에서 방어를 계속하고 있는 것으로 파악하고 있었다.
그러나 그것은 대대와 연대간의 통신이 모두 두절되었던 탓에 발생한 오해였다. 갑천변에 배치되었던 병력은 모두 보문산으로 퇴각한 상태였으며, 인민군은 옥천길과 금산길을 차단하기 시작하고 있었다. 시내에 저격병들이 돌아다니고 있었으므로 34연대장 뷰챔프 대령은 야간이 아닌 주간에 철수를 하도록 지시하였다. 34연대장 뷰챔프 대령은 철수명령서를 3부 작성하여 각 대대에 보냈으나, 두 대대는 이미 진지를 이탈하였으므로 전달받지 못하였고, 남선봉에 있던 34연대 3대대만이 15시경에 철수명령을 전달받았다. 상소동에 있던 수색중대 3소대도 이 명령에 따라 시내로 복귀하였다. 사단장은 도청의 전술항공통제소를 방문하여 적의 전차와 포병에 집중공격을 하라고 지시하였는데, 이때 금산에서 20여대의 차량행렬이 대전으로 이동하고 있다는 보고를 받았다. 사단장은 이를 아군으로 오인해 폭격하지 말 것을 지시했다.
15시 30분경 34연대 예하부대 및 지원부대가 연대지휘소로 집결하기 시작했다. 이때 영동으로부터 M-24 전차 5대도 지휘소에 도착했다. 사단장은 34연대 I중대와 13포병대대 B포대, 그리고 53포병대대 B포대를 선발대로 편성하여 방금 도착한 전차들과 함께 영동을 향해 출발시켰다. 34연대장 뷰챔프 대령도 상황을 파악하기 위해 선발대를 따라갔다.
딘 소장은 선발대가 시내 동쪽에서 공격을 받아 2~3 대의 차량이 부서졌다고 보고를 하자, 영동 사단지휘소에 시내 동쪽이 차단되었으니 전차를 보내라고 요청했다.
이때 34연대장 뷰챔프 대령은 철수로인 옥천길 상황을 파악하던 중 사단수색중대 경전차 4대를 만나 인동사거리를 경계할 것을 지시하였다. 판암동으로 움직이는 전차들을 뒤쫓던 34연대장 뷰챔프 대령은 가오동에서 큰 규모의 적이 북상중인 것을 발견했다. 당시 21연대는 세천터널을 확보하지 못한 채 마달령 인근만을 방어하고 있었다. 34연대장 뷰챔프 대령은 세천터널을 확보하기 위해 옥천으로 이동 경전차 1개 소대와 이미 옥천에 도착한 34연대 I중대와 함께 돌아왔다. 그러나 이미 인민군이 세천터널과 판암동 길을 점령하고 있어서 2시간여 접전을 벌이다 결국 마달령 진지로 철수했다.

### 보급품 후송 작전
대전의 미 제24보병사단 잔류 병력이 철수를 준비하면서 대전역 안에 있던 대부분 탄약으로 구성된 보급품 적재 화차의 후방 이송이 중요한 과제가 되었고 이에 따라 '보급품 후송 작전'이 여러차례 시도되었는데 가장 잘 알려진 '보급품 후송 작전'은 다음과 같다.
7월 20일 16시경 딘 소장은 영동에 위치한 사단지휘소에 전화를 걸어 기관차를 대전역으로 보내 화차 10량을 영동으로 이송하도록 명령하였다. 이 명령에 의해 김재현 기관사 등 한국인 철도공무원들이 운전하는 기관차가 미 제24보병사단 병참부대 6명의 병사들과 함께 16시 20분경 이원역을 출발하여 대전역에 도착하였다. 그러나 대전역 도착 전 북한군에 공격을 받아 손상된 탄수차로 인해 화차 10량을 견인할 추진력이 부족하여 실패하고 복귀하는 도중 김재현 기관사가 순직하고 현재영 부기관사가 부상을 당하였다..
이후 딘 소장이 한번 더 영동에 위치한 사단지휘소에 보급품 후송을 위한 기관차를 대전역으로 보내라는 명령을 내렸고 17시에 기관차가 대전역을 향해 출발했다는 보고까지는 딘 소장이 받았지만 대전역에 도착은 하지 못 하였고 이 기관차를 대전역에서 기다리던 수송장교 레이몬드 D. 햇필드(Raymond Davidson Hatfield) 대위가 북한군에게 공격을 당해 전사하였다고만 기록되어있다.
한편 미 육군 군사(戰史) 연구소(U.S. Army Center of Military History)의 6.25 전쟁 공식 전사(戰史) - 'South to the Naktong, North to the Yalu'에는 나오지 않지만 7월 20일에 김재현 기관사 등이 수행한 '보급품 후송 작전'과 별개로 한국인 철도공무원들이 운전하는 기관차에 미군 호송병 6명이 탑승하여 또다른 '보급품 후송 작전'을 수행하였고 이 작전에서도 기관차 운행 도중 북한군의 매복 공격을 받았다고 보도한 미국 신문 기사가 존재한다.
부연하자면, International News Service 통신사 소속 필립 딘(Philippe Deane Gigantès) 종군기자가 1950년 7월 21일 단독으로 보도하고 'South Bend Tribune', 'Miami Daily News' 등 수많은 미국 신문에 전재(轉載) 및 재배포되었는데, 이 기사에서 주목할 점은 한국인 철도공무원 중 'switchman'이 등장한다는 것으로 1953년 12월 교통부 발간 공식 역사서 '한국교통동란기'에서 김재현 기관사 등이 수행한 '보급품 후송 작전'과 별개의 '보급품 후송 작전'을 수행한 것으로 기록되어 있는 장시경 신호원으로 확실시된다.
그러나 최종적으로 위와같은 한국인 철도공무원 및 미군들의 노력과 희생에도 불구하고 결국 후송에 실패하여 7월 21일 오전 8시 미 공군이 보급품이 적재된 화차들을 폭격으로 파괴하여 북한군에 의한 노획을 방지하였다.
덧붙여 이 대전역 화차 폭격은 AP 통신사를 통해 전 세계로 타전되어 'The Evening Star', 'The Daily Alaska Empire' 등 수많은 미국 신문에 1950년 7월 21일자로 보도되었으며, 화차 폭격에 참여한 머스탱 전투기 조종사는 인터뷰에서 엄청난 탄약이 적재된 화차가 폭발하면서 발생한 화염을 미국 독립기념일 축하행사의 상징인 화려한 불꽃놀이 광경에 비유하였다.
- 'The Evening Star' 1950년 7월 21일자 기사 원문 발췌

```
Capt. H. Moreland of Mobile, Ala., leader of the mission, said

"The train blew sky high, It was like the 
Fourth of July
."

He said Taejon looked very still and deserted.
```

한편 수송장교 레이몬드 D. 햇필드(Raymond Davidson Hatfield) 대위에게는 이 '보급품 후송 작전'을 성공시키기 위해 고군분투하다 전사한 공적이 높게 평가되어 1954년 은성훈장이 수여되었으며, 한국인 철도공무원들 역시 미국 국방부로부터 공적이 인정되어 김재현 기관사가 2012년 6월 '미국 국방부 장관실 특별민간공로훈장(Office of the Secretary of Defense Medal for Exceptional Public Service)'을 수훈하였고 2015년 12월 황남호 본무기관조사와 현재영 보조기관조사 역시 미국 국방부로부터 훈장을 받았는데 김재현 기관사에게 수여된 훈장과 동일한 훈장으로 추정된다.

### 철수
한편 서대전네거리를 지키고 있던 19연대의 일부 병력은 23번 국도로 대대 규모의 인민군이 이동해오자 11포병대대가 있는 인근 테미고개의 수도산으로 이동해 호를 구축했다.16시 남선봉의 34연대 3대대가 철수를 하여 1개 중대로 용두동 비탈에서 계룡로를 경계하였고, 대대장은 서대전네거리의 엄호진지에서 본대의 철수를 엄호하였다. 인민군은 테미고개로 공격해 수도산의 진지를 점령한 후 시내로 박격포를 쏘아댔다. 19연대는 총력을 다하여 역습을 펼쳐 포 일부를 구출하였다.
17시부터 판암동 옥천길은 인민군에 의하여 견고하게 차단되었다. 34연대 3대대의 엄호 중대가 용두동과 서대전네거리를 지키는 동안 17시 55분에 딘 소장은 부관 클라크 중위를 대동하고 호위차량 1대를 앞세워 17시 55분에 연대 지휘소를 출발하였으며, 뒤이어 본대가 18시에 출발하면서 철수가 시작되었다.
시내에는 이미 저격병들이 들어와 있어 철수하는 차량에 기관총을 쏘아댔다.철수 본대는 2개의 제대로 나뉘었는데, 앞 제대가 원동네거리에서 길을 잘못 들어 대전여고 운동장으로 들어갔다. 대전역을 장악하고 있던 인민군들은 차량행렬에 총을 쏘아댔고, 길이 좁아 차를 돌릴 수 없던 미군은 차량을 버리고 도보로 대전대학교 쪽의 대동 산기슭으로 탈출을 시작하였다.
뒤 제대는 인동네거리에서 옥천길로 접어들었으나 판암동의 차단선에서 선두차량이 박격포탄을 맞아 전복되었다. M-2 반궤도 차량이 이를 밀어냈으나 운전병이 전사하고 말았다. 이에 뒤따르던 모든 차량의 발이 묶였다. 중대원들은 논둑을 엄폐물 삼아 적과 치열한 사격전을 벌였다. 30여발의 연막탄을 쏘아 적의 시야를 가린 후 다른 반궤도 차량이 길을 내면서 세천터널 바로 앞까지 도달했다. 그러나 그 곳 차단선에서 다시 적의 집중사격을 받아 부대의 일부만이 옥천으로 빠져나갔으며, 일부는 차량을 소각하고 북쪽의 능선을 이용해 각자 탈출했다. 대부분의 차량은 길에 버려졌으며 병력은 분산되어 제각기 산을 타고 영동으로 이동했다.
이 과정에서 딘 소장과 부관 클라크 중위 포함 17명의 일행이 산길로 통해 철수하던 중 딘 소장은 부상병에게 줄 물을 뜨러 가다 어둠속에 길을 잘못들어 7월 20일 늦은 밤 낭떠러지로 떨어져 실종되었고 7월 22일 역시 낙오하여 홀로 본대를 찾아가던 미 제24보병사단 19연대 2대대 소속 스탠리 테이버 중위(First Lieutenant Stanley Eugene Tabor)를 만나 동행하였다. 그러나 본대를 찾아가던 중 민가에 숨어있다 주민의 밀고로 북한군이 급습하였고 테이버 중위가 주위를 분산시켜 탈출에 성공하였지만 테이버 중위와는 헤어지게 되었고(스탠리 테이버 중위 역시 결국 포로로 잡혀 포로수용소에서 사망하였고 은성훈장이 수여되었다.) 그 후 무주, 진안 근처에서 헤메던 딘 소장은 8월 20일 전라북도 무주군 적상면에서 농부 박종구의 집에서 대략 3일간 머물며 닭죽 등 후한 대접을 받고 대구로 향하였다. (주한미군이었던 딘 장군의 아들이 1961년 혹은 1963년(기사마다 시점이 다름) 박종구에게 감사인사차 방문했다는 일화가 있다.)
그러나 7월 20일 늦은 밤 행방불명 된지 36일 후인 8월 25일 전라북도 진안군 진안읍 운산리에서 한두규와 최종봉의 밀고로 북한군에 생포되었다.
1951년 12월 21일 북한군이 오스트레일리아 출신의 공산계 언론사 종군기자 월프레드 G. 버체트(Wilfred Graham Burchett)를 초청해서 인터뷰를 시켰고, 1951년 12월 24일 딘 소장의 사진과 함께 전세계로 기사가 배포되면서 포로 상태인 딘 소장의 상황이 명확하게 알려지게 되었으며 휴전 후 1953년 9월 4일 포로 교환을 통해 귀환하였다.
한편 딘 소장을 북한군에 팔아넘긴 한두규와 최종봉은 체포되어서 군사재판에 회부되었는데 딘 소장은 귀환후 1950년 9월 25과 10월 22일 두차례에 걸쳐 이승만 대통령에게 두 한국인에게 관대한 처벌을 부탁하는 탄원서를 보내는 관대함을 보여 주었다.
한두규와 최종봉은 1954년 5년형을 선고받았으며, 한두규는 서대문형무소에서 복역하다가 1957년 전향 후 석방되었다고 한다.

## 부대 수습

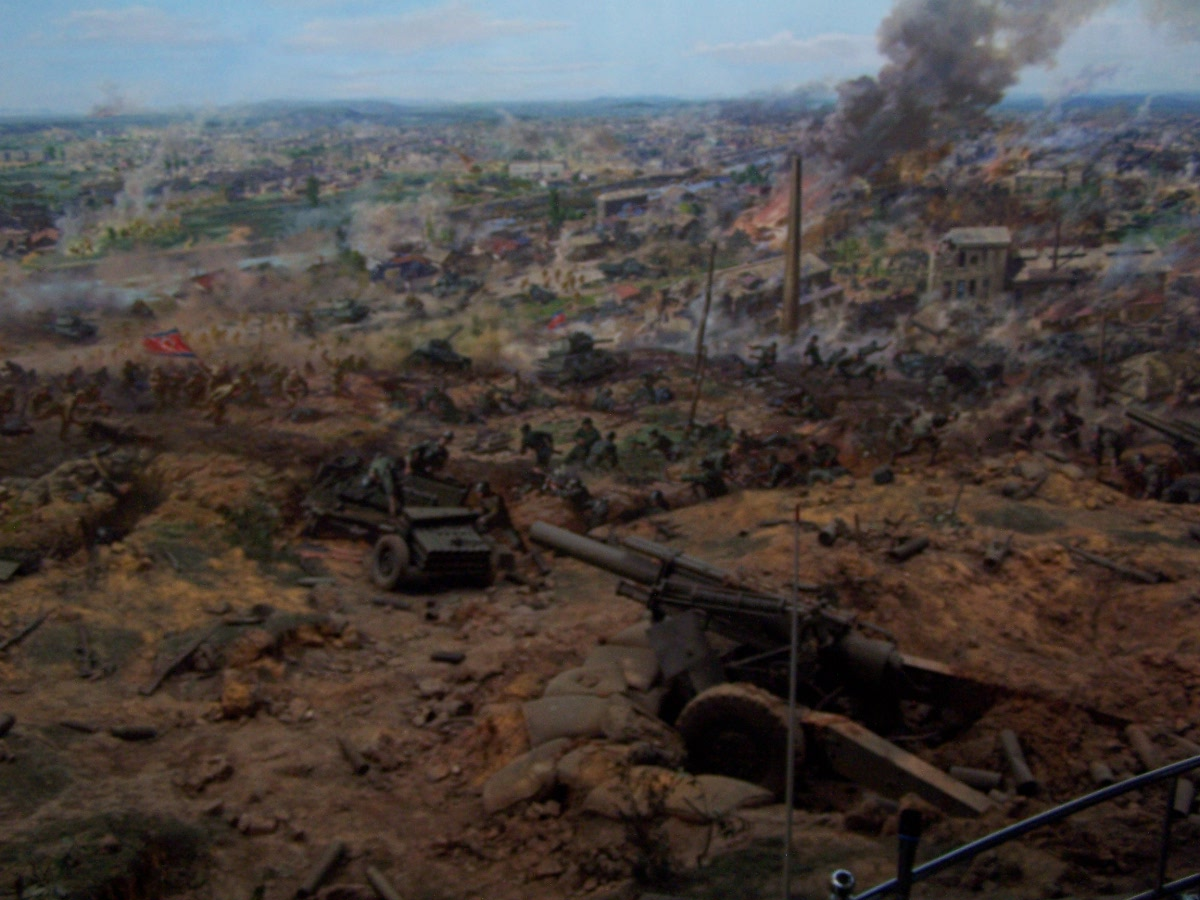
북한에서 그린 대전 전투 그림

대전여고 운동장에 멈추어 섰던 철수 본대의 앞 제대는 산을 타고 흩어져 옥천을 지나 22일 아침에 영동에 도착했다. 세천터널까지 왔다가 적의 차단선에 막혀 분산된 뒤 제대는 산을 넘어 옥천과 영동으로 탈출했는데, 23일까지도 복귀가 계속되었다. 19연대 2대대는 보문산에서 금산으로 남하했다가 산길을 타고 동쪽으로 이동하여 21일 영동에 도착하였다. 유격대와 총격전을 벌인 34연대 1대대는 무수동에서 산성동에 배치되었던 19연대의 한 중대와 만났다. 400여명의 병력 규모를 형성한 이들은 금산을 거쳐 전주로 내려가다가 한국군 트럭을 만났으며 전주에서 23일 열차편으로 남원에 도착했다.
이들은 국군 서해안지구전투사령부와 합류하여 25일 여수에서 해군의 배를 타고 부산을 거쳐 대구로 돌아왔다. 용두동 인근에서 끝까지 철수를 엄호했던 34연대의 L중대는 금산길로 들어섰다. L중대는 유기된 장비들과 50여 명의 부상병을 포함하여 150명을 이끌고 견인차 1대와 2.5톤 트럭 2대, 짚 4대에 분승하여 어두워질 무렵 딘 소장이 마주쳤던 산내초교 앞 적 차단선을 돌파했다. 이후 전투 없이 금산과 안의를 거쳐 진주에 도착한 L중대는 진주에서 열차를 타고 부산을 경유해 대구로 돌아왔다.

## 결과 및 의의

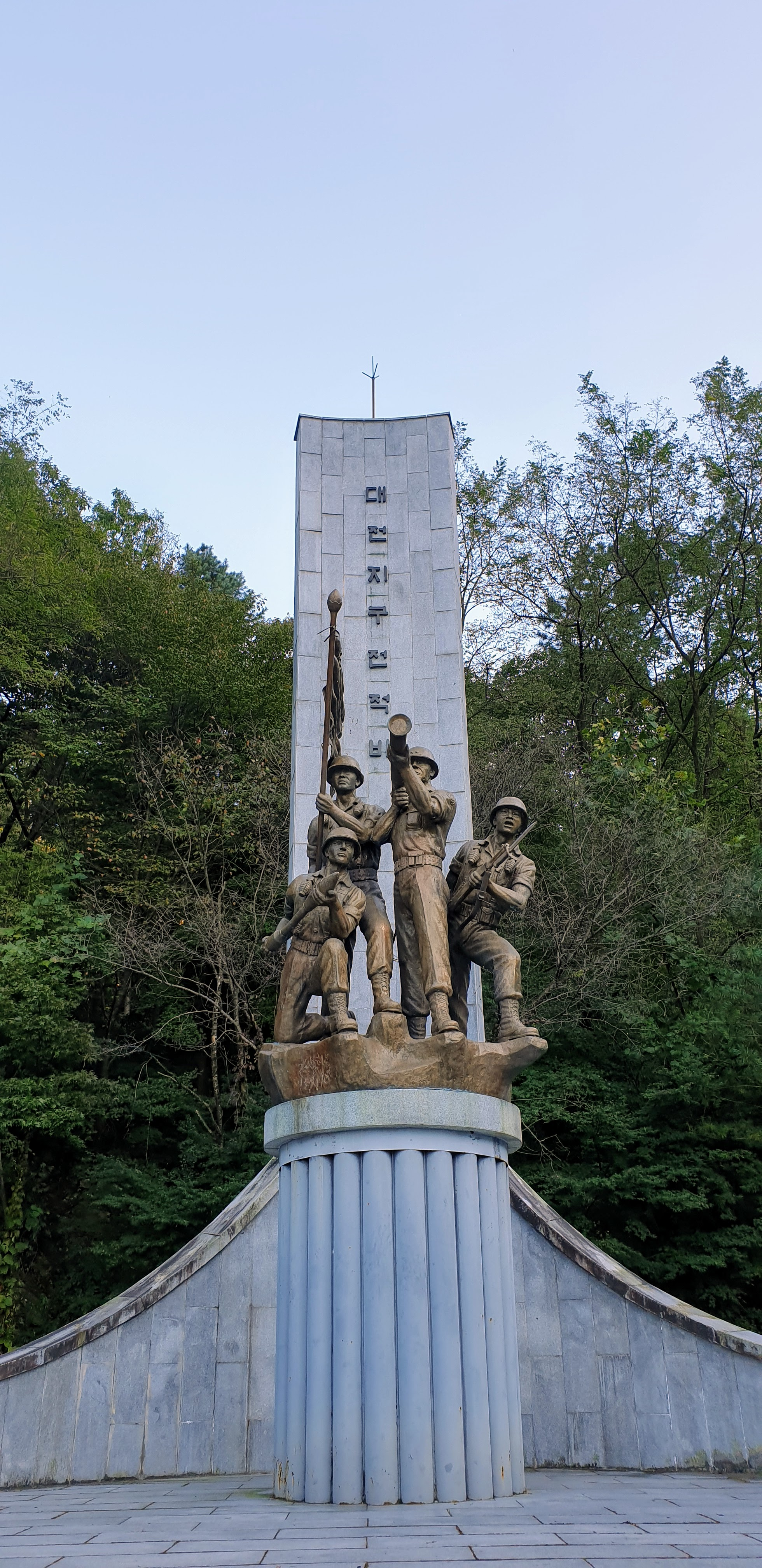
보문산 야외음악당에 건립된 대전지구 전투 전적비

대전 전투에는 미군 3,933명이 참가하였는데, 1,150명의 손실을 입었다. 전투 직후 보고 상으로는 미군 48명이 전사하였고, 228명이 부상당하였으며, 874명이 실종되었는데 최종적으로 465명의 미군이 전사하였다. 34연대 1대대는 712명 중 203명을 잃었고, 3대대는 666명 중 256명을, 19연대 2대대는 713명 중 211명을 잃었다. 용두동 비탈에서 철수엄호를 맡았던 34연대 L중대는 153명 중 107명을 잃었다. 서대전네거리를 방어했던 공병 C중대는 161명 중 85명을 잃었다. 차량의 65%가 소실됐으며, 포병대대 A포대는 155밀리 야포를 모두 잃었다. 대전에서 무사히 탈출한 부대는 선발대에 속해 옥천길 차단선이 형성되기 전에 빠져나간 34연대 I중대, 13포병대대 B포대, 63포병대대 B포대 뿐이었다. 인민군은 보병의 경우 큰 타격을 받지 않았으나, 개전초기 105전차사단이 보유한 T-34 탱크 150대 중 15대를 대전전투에서 잃었다. 8대는 서대전네거리와 계룡육교 인근 그리고 시내에서 3.5인치 로켓포로 파괴되었고, 2대는 포격으로 파괴되었다. 5대는 갑천을 건너거나 계룡로를 따라 시내로 들어오다가 폭격을 받아 파괴되었다. 34연대가 대전에서 철수하자 대구로 가는 길을 방어하던 21연대도 대구로 철수하였다. 이로써, 대전은 7월 20일부터 9월 29일까지 67일간 북한군의 지배하에 들어갔다.
이렇게 미 제24보병사단 입장에선 전력의 30%(3,933명 중 1,150명 사상)를 손실하고 사단장까지 실종된 것에 비해 득보다는 실이 많은 전투였다.
그러나 미 제8군 사령관 월튼 워커 중장이 부여한 7월 18일 오전 포항에 상륙한 미 제1기병사단이 영동 일대에 전개할 수 있도록 7월 20일까지 대전에 최소 2일의 시간을 확보하라는 지연 작전 임무를 완수하여 원래 7월 19일 철수 계획을 변경하여 7월 20일까지 대전을 사수했기 때문에 지연 작전 측면에서는 성공한 전투로 헛된 희생만은 아니었다.

## 기념
대전시 보문산에는 딘 소장이 3.5인치 로켓포로 적 전차를 겨누는 그날의 모습을 담은 ‘대전지구 전적비’가 건립되어 대전 전투를 기념하고 있다. 대전지구 전투는 2013년 개정된 참전유공자법에 따라 7월 20일이 정부기념일로 지정됐고, 이를 기념하기 위한 전승행사가 매년 열린다. 이 행사는 2013년부터 32사단 산하 505여단의 주관으로 열리고 있다. 2016년 대전시청 옆 보라매공원에는 '대전지구전투 호국영웅비'가 건립되었다.

## 참고 자료
- 대전지구전투[깨진 링크(과거 내용 찾기)], 육군대학 지휘학처 (인터넷익스플로러로 URL UTF-8으로 보내기 해제해야 보기가능)
- 《한국전쟁사 제2권 지역작전기 보관됨 2016-08-13 - 웨이백 머신》 〈第11章 錦江線의 防禦 2. 大田附近의 美軍防禦戰〉 국방부 전사편찬위원회(戰史編纂委員會) (1979, 개정판) 497~536쪽,
- 서규화, 6.25전쟁시 미 제24사단의 초기지연작전 재조명 보관됨 2015-06-26 - 웨이백 머신, 군사연구 제122집
- Roy E. Appleman, Chapter XI, Taejon, South to the Naktong, North to the Yalu
- 대전지구 전투[깨진 링크(과거 내용 찾기)], 전쟁기념관
- 제24사단 제34연대 Alfred Guiel

## 같이 보기
- 춘천 전투
- 오산 전투

## 참고 자료
- South to the Naktong, North to the Yalu (1961) - U.S. Army Center of Military History
- 한국전쟁사 제2권 지연작전기 (1979) - 국방부 전사편찬위원회 보관됨 2023-04-17 - 웨이백 머신
- 6.25 전쟁사 제4권 금강-소백산맥선 지연작전 (2008) - 국방부 군사편찬연구소 보관됨 2021-06-24 - 웨이백 머신